# غلة دام
غلة دام هي قرية في مقاطعة سلماس، إيران. يقدر عدد سكانها بـ 66 نسمة بحسب إحصاء 2016.